# 赵隐
趙隱（9世纪—881年），字大隐，封天水县伯，唐朝官员，唐懿宗、唐僖宗年间任宰相。

## 背景和早期经历
赵隐生年不详，来自京兆下属的奉天县。他的一些先祖曾任唐朝的县令。建中四年（783年），长安兵变反对唐德宗，拥立将领朱泚，德宗被迫逃到奉天，被朱泚围困，赵隐的祖父趙植率家仆和宾客协助守城。朱泚之乱平定后，赵植入朝，后任嶺南节度使，卒于任上。赵隐的父亲趙存約曾为时任山南西道节度使的前宰相李绛的从事。太和四年（830年），士兵兵变，赵存约试图协助李绛对抗变兵，结果与李绛一同被害。赵隐至少有一个弟弟趙騭（《新唐书》本传作兄）。
赵隐是个仁孝的人，父亲的死让他很悲伤，他用十多年的时间在父亲坟墓旁学习，也不参加科举。当时，赵家家贫，赵隐和趙騭兄弟相睦，务农养母。唐武宗会昌年间（841年 - 846年），赵存约的一些朋友成为权臣，劝赵隐入仕。这时，赵隐才步入仕途，为一些官员担任从事。大中三年（849年），唐宣宗在位，赵隐中进士（后来其弟趙騭也中了进士），历任郡守、尚书郎、给事中、河南尹，后任戶部侍郎、兵部侍郎、领盐铁转运等使。

## 拜相
咸通十三年（872年）二月，正在御史中丞、刑部侍郎、判户部任上的赵隐被唐懿宗授同中書門下平章事，为实质宰相，又任为戶部侍郎。随后，赵隐又被加中書侍郎、兼禮部尚書，加特进，封天水县伯，食邑七百户。
尽管赵隐身居高位，但为人谦和，散朝后和趙騭回家便改换便服，侍候母亲，仿佛平民百姓。一次，唐懿宗生日，在慈恩寺设宴，赵隐陪母亲到宴，当宰相们率官员向懿宗行礼后，赵隐即退到母亲身边服侍，这被官员们视为孝举。此事开了宰相之母赴宴的先河，后来的宰相崔彦昭、张濬也都携在世的母亲赴宴。
赵隐欣赏右司员外郎孔纬能作文，荐为翰林学士。
十四年（873年），懿宗驾崩，年轻的皇子继位为唐僖宗。赵隐推荐同年进士检校吏部尚书崔彦昭擅长财赋。乾符元年（874年）二月，赵隐在中书侍郎、刑部尚书任上被罢相，为检校兵部尚书、润州刺史、充浙江西道都团练观察等使，但仍保有同中书门下平章事的荣衔。

## 罢相后
赵隐在浙西，辟集贤校理张祎为宾佐。
二年（875年）四月，浙西狼山镇遏使王郢等69员将领都取得了战功，赵隐给他们加荣衔，却没有给他们增加衣食补贴。这让将领们不满，他们呼吁增加补贴，但被拒绝。他们在王郢带领下反叛，劫掠地方。赵隐因管理失当，被解职改任太常卿。广明（880年 - 881年）初年，赵隐转吏部尚書，累加尚书左仆射。唐僖宗已被农民军黄巢逐出长安后逃往成都，赵隐正为母守丧，也随驾出逃，途中在特进、尚书右仆射任上去世，僖宗赠司空。他的儿子赵光逢、赵光裔、赵光胤后来在唐末和后梁的朝中任职，赵光逢当时任监察御史，丁忧去职，后任后梁宰相，赵光裔最后任南汉宰相，赵光胤任后唐宰相。

## 评价
- 《旧唐书》史臣曰：崔、赵以鼎职奉亲，天伦并达，积庆垂裕，播美士林。[3]

## 延伸阅读
[在维基数据编辑]
 《舊唐書·卷178》，出自刘昫《舊唐書》
 《新唐書·卷182》，出自《新唐書》